# Villalba de los Alcores
Villalba de los Alcores é um município da Espanha na província de Valladolid, comunidade autónoma de Castela e Leão, de área 100,64 km² com população de 537 habitantes (2004) e densidade populacional de 5,34 hab/km².

## Demografia
| Variação demográfica do município entre 1991 e 2004 | Variação demográfica do município entre 1991 e 2004 | Variação demográfica do município entre 1991 e 2004 | Variação demográfica do município entre 1991 e 2004 |
| --------------------------------------------------- | --------------------------------------------------- | --------------------------------------------------- | --------------------------------------------------- |
| 1991                                                | 1996                                                | 2001                                                | 2004                                                |
| 631                                                 | 589                                                 | 533                                                 | 537                                                 |